# Чаклунство: Спадок
Чаклунство: Спадок — американо-канадський фільм 2020 року. Прем'єра в Україні відбулася 29 жовтня 2020 року — через день після світового показу. Дигітальна прем'єра — 28 жовтня 2020-го.

## Про фільм
Режисер Зої Лістер-Джонс . Продюсер — Джейсон Блюм, Дуглас Вік та . Виробничі компанії: «Columbia Pictures», «Red Wagon Entertainment», «Blumhouse Productions».

## Стислий зміст
Четверо молодих дівчат отримують могутні чаклунські сили та створюють відьомський ковен. Проте вони навіть не підозрюють, яку силу приховує цей дар.
На героїнь нового покоління чекають надприродні випробування — до яких вони не були готові.

## Знімались
- Кейлі Спені — Лілі Шехнер
- Гідеон Адлон — Френкі
- Лові Сімоне — Теббі
- Ніколас Голіцин — Тіммі Ендрюса
- Мішель Монаган — Хелен Шехнер
- Девід Духовни — Адам Гаррісон
- Джуліан Грей — Ейб Гаррісон
- Файруза Балк — Ненсі Даунз (персонаж із фільму «Чаклунство»)
- Ганна Гордон — Ешлі